# 雷尼尔 (华盛顿州)
雷尼尔（英文：Rainier），是美国华盛顿州瑟斯顿县下属的一座城市。根据 2000年美国人口普查，该市有人口1,492人。根据2010年美国人口普查，该市有人口1,794人。而2011年估计该市有1,826人。